# 세종 부강초등학교 강당
세종 부강초등학교 강당(世宗 芙江初等學校 講堂)은 세종특별자치시 부강면, 부강초등학교의 전면에 있는 강당이다. 2002년 4월 26일 충청북도 유형문화재 제215호 '청원 부강초등학교 강당'으로 지정되었다가, 2012년 7월 1일자로 세종특별자치시로 편입됨에 따라 유형문화재 지정이 자동으로 해지되었다. 2012년 12월 31일 세종특별자치시 유형문화재 제5호 '부강초등학교 강당'으로 재지정되었다.

## 개요
이 강당은 1926년 건립되었으며, 정면이 6칸, 측면이 2칸이고, 지붕은 팔작지붕이다. 강당은 학부형들의 모금으로 이루어진 것으로 초등학교 초기의 강당으로는 세종특별자치시 내에서 유일하게 남아 있는 건물로 보존 상태가 양호하며, 건립기록이 남아 있어 중요한 자료로 평가된다.

## 충청북도 유형문화재 지정사유
이 건물은 초창기 초등학교 강당건물로 도내 유일하게 남아있고 건축형태도 조선말기의 익공식 형태로 문화재적 가치와 학술상 가치가 크다.

## 같이 보기
- 부강초등학교

## 참고 자료
- 부강초등학교 강당 - 국가유산청 국가유산포털